# Celastrina cowani
Celastrina cowani är en fjärilsart som beskrevs av Corbet 1940. Celastrina cowani ingår i släktet Celastrina och familjen juvelvingar. Inga underarter finns listade i Catalogue of Life.